# Сергіївка (Маріупольський район)
Сергі́ївка (кол. назва — Гейбуден, № 4) — село Нікольської селищної громади Маріупольського району Донецької області України. Відстань до центру громади становить близько 13 км автошляхом Н08.
Село було засноване 1841 р. німецькими переселенцями—менонітами під назвою Гейбуден.

## Населення
За даними перепису 2001 року населення села становило 213 осіб, із них 76,06 % зазначили рідною мову українську, 22,54 %— російську та 0,94 %— білоруську мову.

## Історія
7 (20) листопада 1917 року, відповідно до Третього Універсалу Української Центральної Ради, увійшло до складу Української Народної Республіки.  
У 1925—1939 роках село входило до складу Люксембурзького німецького національного району Маріупольської округи (з 1932 — Дніпропетровської області, з 1939 — Запорізької області).

## Постаті
- Яблонський Микола Миколайович (1988—2016) — молодший сержант Збройних сил України, учасник російсько-української війни.